# Mendoza (Argentine)
Pour les articles homonymes, voir Mendoza.
Mendoza est une ville d'Argentine et la capitale de la province de Mendoza. Elle est située au pied des Andes, à 987 km à l'ouest de Buenos Aires, non loin de la frontière chilienne. Sa population s'élevait à 115 041 habitants en 2010, son aire urbaine en regroupait environ 900 000.

## Situation - description
Elle est située aux pieds des Andes, dans le nord-ouest de la province, dans le département Capital car la ville s'étend surtout sur les départements voisins et forme la quatrième agglomération du pays en population et en importance (le "Grand Mendoza"). La ville s'étend au pied de l'Aconcagua, le sommet des Andes qui forme la frontière avec le Chili.
La base urbanistique de la ville actuelle fut créée en 1863 par le Français Jules Balloffet, chargé de reconstruire la ville rasée par un séisme. Ce plan inclut la disposition des lieux et des places. L'activité économique de la ville est liée à l'industrie alimentaire (élaboration de vins, d'aliments et de boissons) ainsi qu'au traitement du pétrole. La ville est un centre touristique et universitaire.

## Histoire
Mendoza est fondée le 2 mars 1561 par Pedro del Castillo qui la nomma Ciudad de Mendoza del Nuevo Valle de La Rioja, d'après le gouverneur de la capitainerie générale du Chili García Hurtado de Mendoza.
Avant la fondation de la ville, la région était peuplée par trois tribus, les Huarpes, les Puelches et les Incas. Ce sont les Huarpes qui avaient mis au point le système d'irrigation (acequias) décrit dans la section « urbanisme ».
Il est estimé qu'environ 80 Espagnols vivaient dans la région avant 1600. La ville se développa ensuite sous l'impulsion du travail des esclaves et des indigènes, ainsi que de la présence jésuite dans la région.
En 1788, l'utilisation des rivières environnantes comme source d'irrigation a permis d'augmenter la production agricole et donc le commerce avec Buenos Aires. Ceci contribua très certainement à la renaissance de l'intendance de Cuyo en 1813.
C'est ici que José de San Martín met sur pied l'armée qui lui permet de conquérir l'indépendance du Chili, entre 1817 et 1818. Le 20 mars 1861, un terrible séisme, de magnitude 7,2 sur l'échelle ouverte de Richter détruit la ville en tuant plus de 4 000 personnes. La cité est rebâtie dans un site différent, à quelque distance du lieu originel.

## Population
D'après l'INDEC, la ville comptait 110 993 habitants en 2001, ce qui représentait 9 % de moins qu'en 1991. Cette baisse est due uniquement à l'absence de terrains à bâtir ainsi qu'à une tendance des habitants à abandonner le centre-ville, de plus en plus occupé par des bureaux et des commerces.
Le Grand Mendoza est huit fois plus étendu et a crû de 10 % pendant la même période. Si bien que la ville est la quatrième du pays quant au nombre d'habitants. Le Grand Mendoza s'étend de façon régulière vers le nord-est et vers le sud, tandis que les plissements andins empêchent la croissance en direction du nord et de l'ouest.
Selon l'INDEC, les départements suivants font partie du grand Mendoza en totalité ou partiellement :
- Godoy Cruz ;
- Las Heras ;
- Guaymallén ;
- Capital ;
- Maipú ;
- Luján de Cuyo.

L'agglomération comptait 848 660 habitants en 2001, contre 773 113 en 1991. Selon les estimations de l'INDEC (institut argentin des statistiques) pour 2010, la population de l'agglomération se montait à 901 000 habitants.
La ville représente ainsi 54 % de la population de la province. Elle est la plus importante des cités situées en dehors de la Pampa Humide. La population de Godoy Cruz (la plus peuplée des communes de l'agglomération) représente le quart de la population totale de la ville.
La majorité de la population de la ville est de confession catholique. Elle est le siège de l'archidiocèse de Mendoza avec la cathédrale Notre-Dame-de-Lorette.

## Édifices
Mendoza compte plusieurs hauts immeubles anciens et modernes. Le plus connu et l’un des plus vieux bâtiments est le Gómez, symbole de la ville, et le bâtiment Piazza, qui comprend une élégante galerie. Le Sheraton Mendoza est le plus élevé, avec une hauteur de 74,60 mètres. Le bâtiment Da Vinci se démarque, situé en face de la Plaza Italia, avec plus de 73,50 mètres de haut et à côté de l'Exécutif Hôtel Mendoza.
Dans la rue Belgrano, se trouve le Diplomatic Hotel, l'un des hôtels les plus luxueux de Mendoza et l’édifice Alto Belgrano. D'autres bâtiments importants sont l'Hôtel InterContinental Mendoza, le Complexe Casamagna, l’Édifice de la Banque française, l'Hôtel Presidente et les tours  Augustinas. Il y a aussi plusieurs projets comme les tours Giulietta e Romeo, la tour Sentinelle, entre autres.

## Musées
- Museo de Ciencias Naturales y Antropológicas Juan Cornelio Moyano : fondé en 1911, est situé dans le parc General San Martín, entre les rues av. de Circunvalación Carlos Thays et av. Las Tipas[3].
- Museo del Área Fundacional : fondé en 1993, et situé à côté de la Plaza Pedro del Castillo.
- Museo del Pasado Cuyano : situé dans l'ancienne maison de Francisco Civit (1873) et qui a été donné par le gouvernement provincial au Conseil des études historiques en 1961 avec l'engagement d'organiser le musée, fondé en 1967.
- Museo del Ciencias Naturales Domingo Faustino Sarmiento : situé dans l'école d'agriculture et Viticulture de l'Université nationale de Cuyo. S / n Av. San Francisco de Asis. (Gral San Martin Park). Ouvert en 1939.
- Museo Históricos General San Martín y Museo Históricos de los Gobernadores : Lieu : Remedios de Escalada de San Martín 1843, le site historique de la Alameda, bâtiment qui appartenait au General San Martin. Il dispose d'une salle consacrée aux gouverneurs de Mendoza, et la « Biblioteca Pública General San Martín ».
- Museo Popular Callejero : situé à Las Heras Avenue, entre le 25 mai et le Pérou (5500). Ouvert en 1993.
- Museo Mineralógico Prof. Manuel Tellechea : contient aussi une bibliothèque spécialisée.
- Museo de Ciencias Naturales José Lorca : situé sur Boulogne Sur Mer 2136.

### Galeries d’Art
- Museo Municipal de Arte Moderno : fondé en 1930, est situé sur la place Independencia (au centre de la ville).
- Espacio Contemporáneo de Arte ou "ECA" : ouvert au public depuis 1999, il est situé entre la rue Av. 9 de Julio et Gutierrez ; ce fut le bâtiment de la Banque de Mendoza[4].

### Bibliothèques
- Biblioteca Pública General San Martín : est né grâce à l'impulsion culturelle que le pays a connu en 1820. Parmi les hommes qui ont participé à ce projet se distingue la figure du général José de San Martín, ainsi que d'autres militaires de l'indépendance et des citoyens inscrits dans les rangs du rivadavismo (présidence B. Rivadavia 1826-1827). Ils étaient partisans de la pensée des Lumières. Dans ce contexte idéologique est née la Société Mendocina Bibliothèque. Ses règlements (adoptés le 11 mars, 1822) reflètent la volonté de créer une bibliothèque publique pour diffuser "des connaissances utiles." Le 9 juillet 1822, la Bibliothèque Mendoza a ouvert ses portes à la communauté.

Elle est encore la seule Bibliothèque publique à caractère provincial et exerce ses activités sous les auspices du ministère de la Culture, en tant qu'institution démocratique destinée à fournir efficacement et sans aucune discrimination, toutes les informations existantes.
- "Casa por la memoria y la cultura" : fondée en 2000, compte plus de 6000 titres[6].

## Festivités
La ville de Mendoza est l'épicentre des activités les plus importantes de la Fiesta Nacional de la Vendimia, festival annuel dans lequel qui célèbre la récolte des raisins pour produire le vin.
La Vía Blanca de las Reinas, célébré le vendredi soir avant l’Acto Central (épicentre des célébrations de vendange), et le Carrusel qui se déroule tout au long de la matinée suivante, consistent en des défilés de chars dont chacun est commandé par le demandeur au trône de vendange de chaque département de Mendoza, de défilés de voitures de parade invitées, de regroupements de gauchos de la province, de groupes invités et d'attractions dans les rues du centre-ville.
L’Acto Central, qui a lieu au Teatro Griego Frank Romero Day, (construit sur les pentes du Cerro de la Gloria, et ce, dans le Parc General San Martin), est l'un des grands festivals en plein air les plus populaires du monde. C'est un jeu allégorique avec une mise en scène de milliers d'artistes (y compris les concepteurs de décors, des designers, des danseurs, des comédiens et des musiciens).
Tous les 25 juillet, la ville est l’hôte de la fête de Santiago, Saint patron de la province de Mendoza, dont des messes, des processions, stands de restauration et d'autres événements populaires qui ont lieu au siège de la paroisse de Saint-Jacques et Saint-Nicolas, située en plein centre-ville.
Lors de la Semaine sainte, le calvaire de la localité voisine de Carrodilla, édifié en 1844, est une destination de pèlerinage.

## Musique classique

### Université de Cuyo
La Faculté d'Art de l'Université de Cuyo octroie des diplômes de niveau Bac+5 dans les spécialités musicales. Plusieurs de ses anciens élèves jouent dans les meilleures orchestres du pays et à l'étranger.
Des chanteurs lyriques comme Mariana Florès sont des anciens de cette Faculté.

### Chant choral
La ville de Mendoza est caractérisée par son excellent niveau de chant choral. Le Chœur de l'Universidad Nacional de Cuyo et le Coro de la Ciudad de Mendoza ont un niveau comparable a n'importe quelle chorale allemande[Quoi ?] de premier niveau. Il a remporté plusieurs prix internationaux.

## Climat
Le climat de Mendoza est semi-aride. Les écarts de température durant l’année sont importants, et les précipitations sont faibles. L’été, la saison des pluies, est chaud et humide avec des températures moyennes excédant 25 °C. Il est fréquent d’avoir des orages soudains avec des pluies abondantes, et même de la grêle. L’hiver est froid et sec, avec des températures moyennes inférieures à 8 °C, avec de la neige et du gel durant la nuit. La neige est plus rare au centre de la ville puisque l’activité humaine augmente la température de quelques degrés.
La zone dans laquelle la ville se situe a un climat semi-désertique et l’approvisionnement en eau n’est possible que dans les oasis, alimentés par les rivières qui descendent du sommet des Andes. Entre les villes principales se trouvent des canaux, servant à l’arrosage des arbres sur les côtés de la rue. Les précipitations annuelles moyennes se montent à peine à quelque 220 millimètres.
| Température maximale mensuelle (°C).    | 32,2 | 30,8 | 27,2 | 23,4 | 19,0 | 15,5 | 14,7 | 18,0 | 20,4 | 25,6 | 29,2 | 31,7 |
| Température minimale mensuelle (°C).    | 18,4 | 17,5 | 14,9 | 10,6 | 5,7  | 2,6  | 2,9  | 4,4  | 6,4  | 11,6 | 14,8 | 17,8 |
| Précipitations (mm).                    | 48,2 | 38,0 | 34,7 | 13,4 | 7,9  | 3,6  | 12,2 | 5,3  | 13,2 | 8,2  | 15,2 | 23,3 |
| Source: Servicio Meteorológico Nacional |      |      |      |      |      |      |      |      |      |      |      |      |

## Transports
La ville possède un aéroport international, appelé Aeropuerto Internacional de Mendoza Francisco Gabrielli, El Plumerillo.
Le service public des transports urbains de la ville possède un parc de trolleybus. Il y en a 55 unités, soit le plus grand nombre en Argentine.

## Sport
- Gimnasia y Esgrima de Mendoza
- Independiente Rivadavia

## Galerie

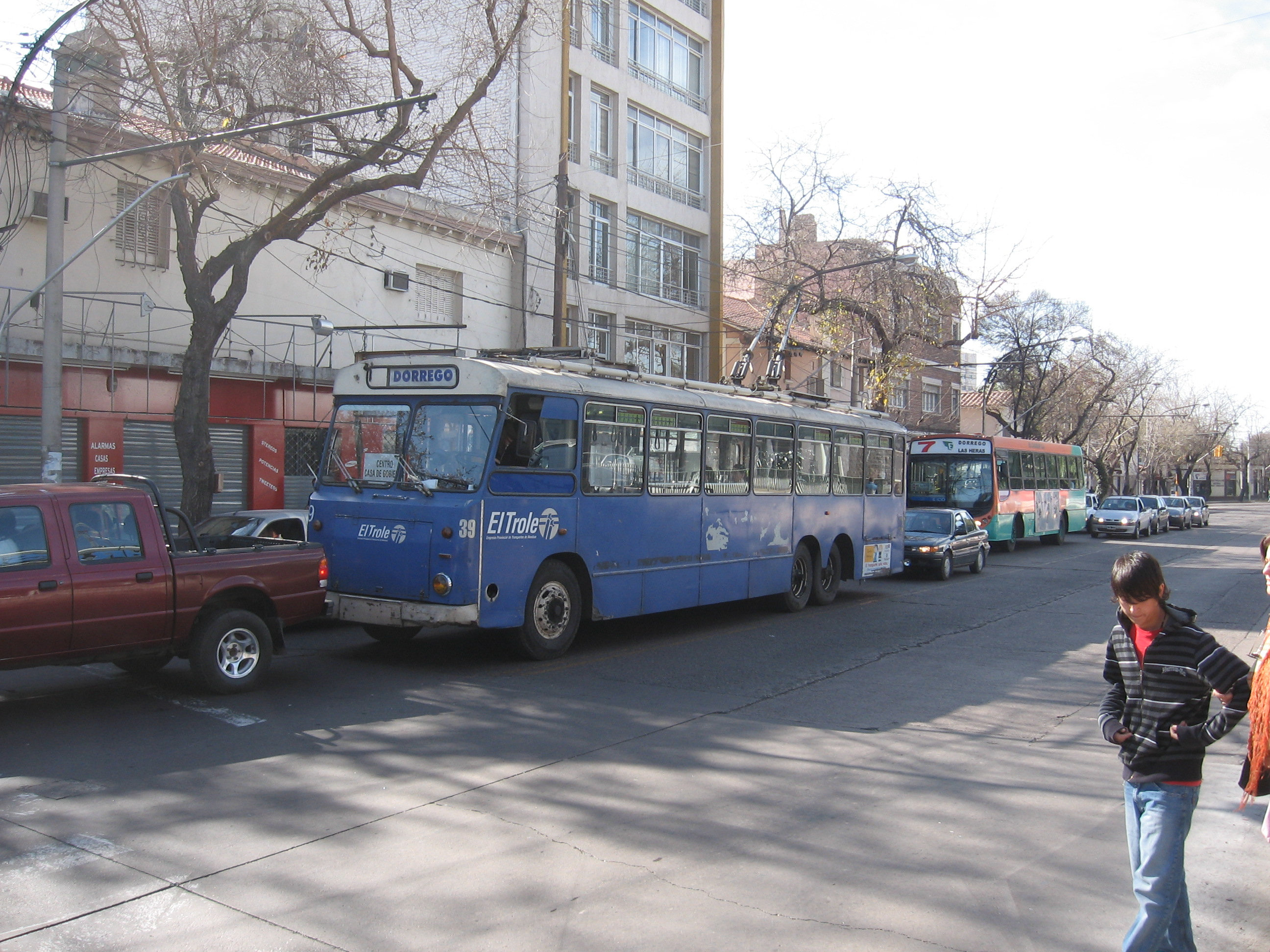
Trolleybus de Mendoza.
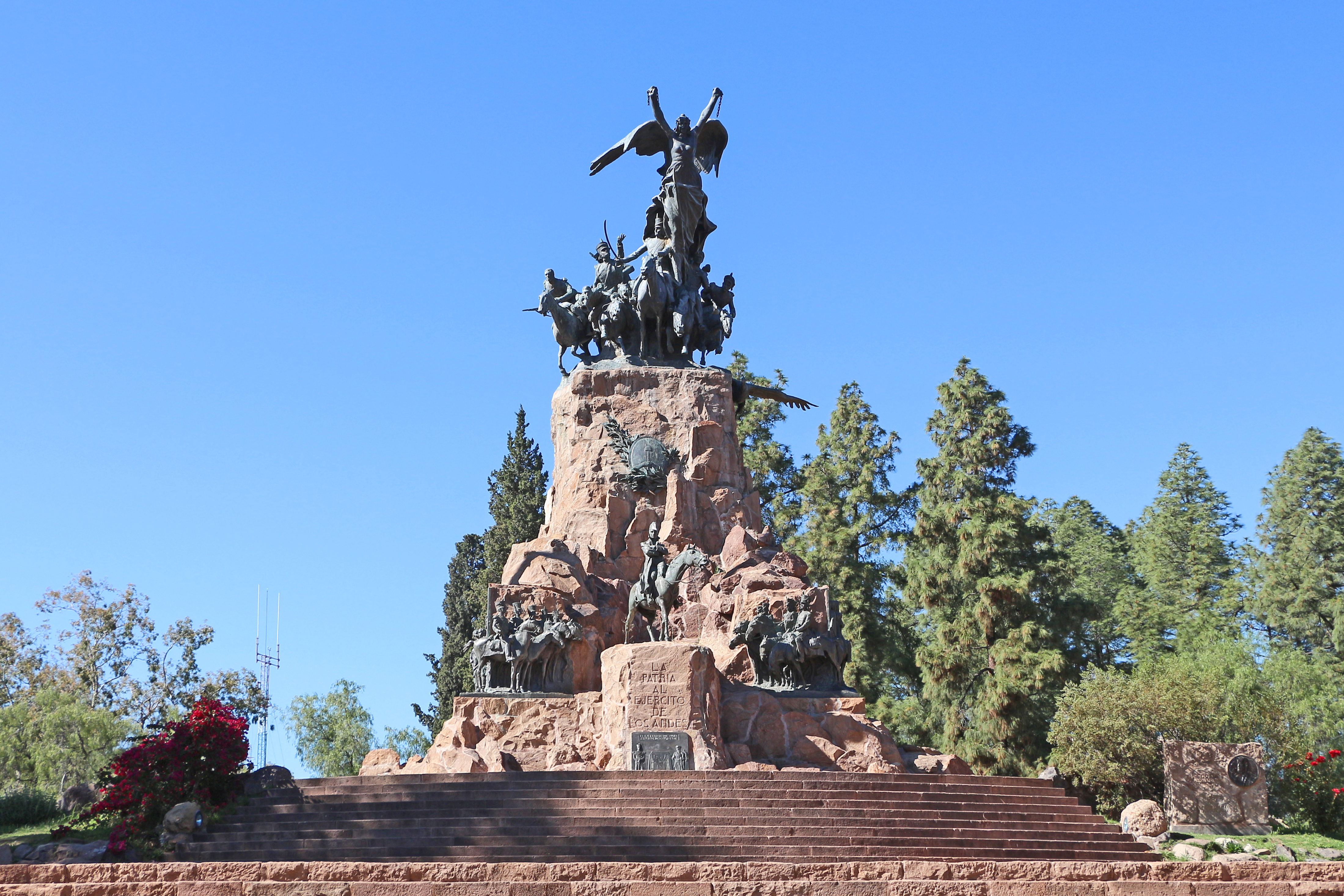
Le monument dédié à l'armée des Andes au Cerro de la Gloria.
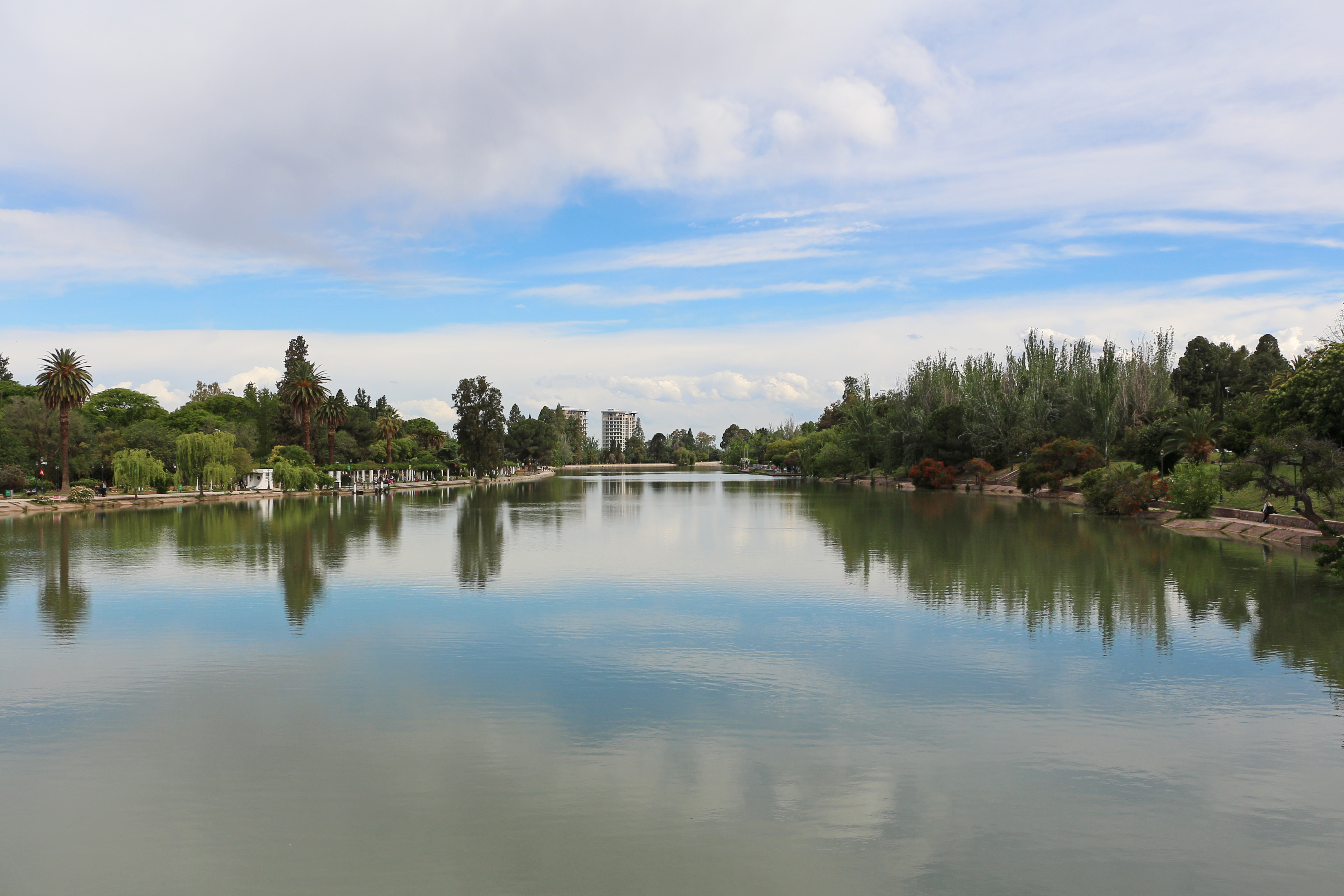
Le parc Général San Martín.
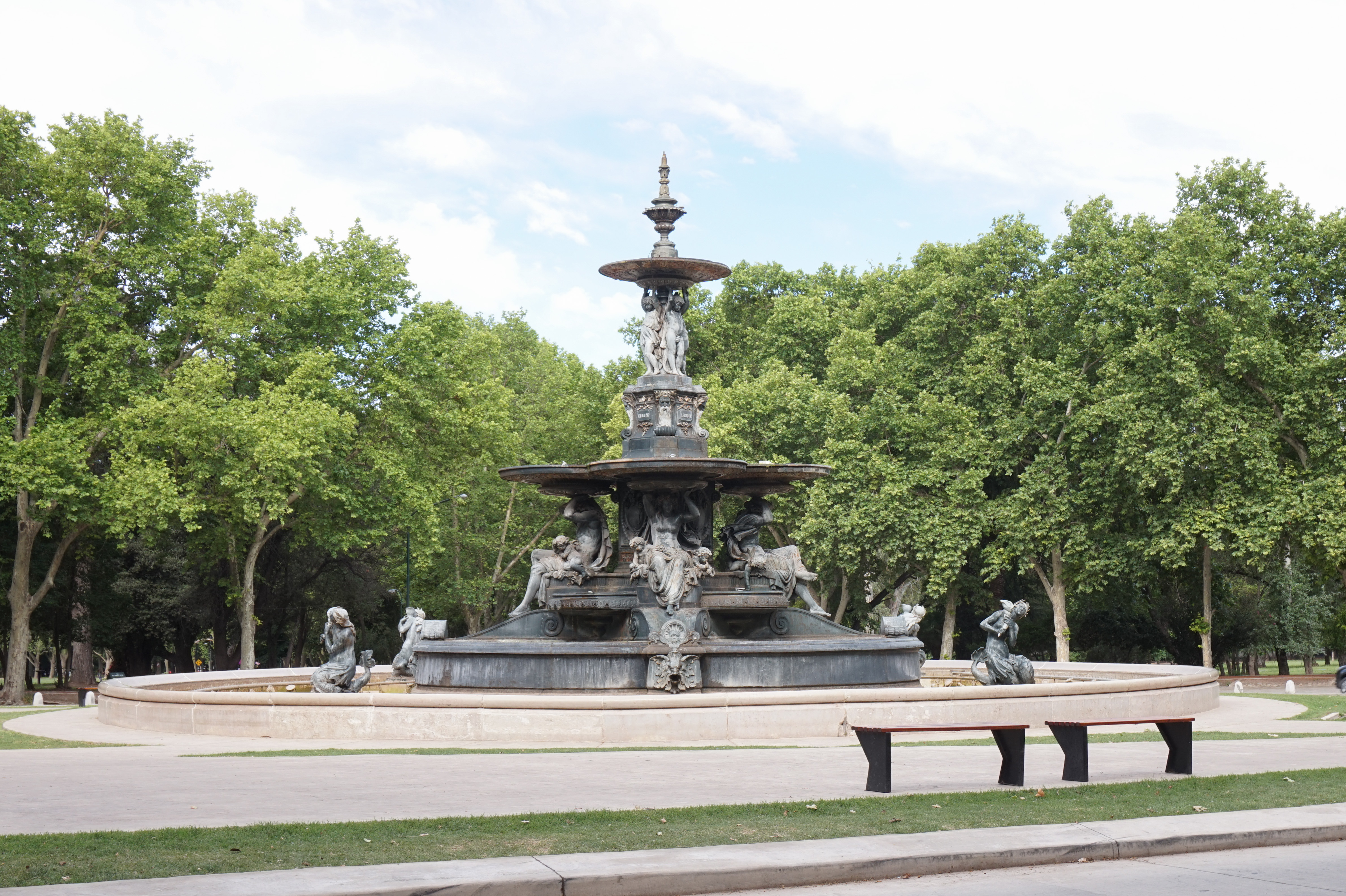
La fontaine des Continents.
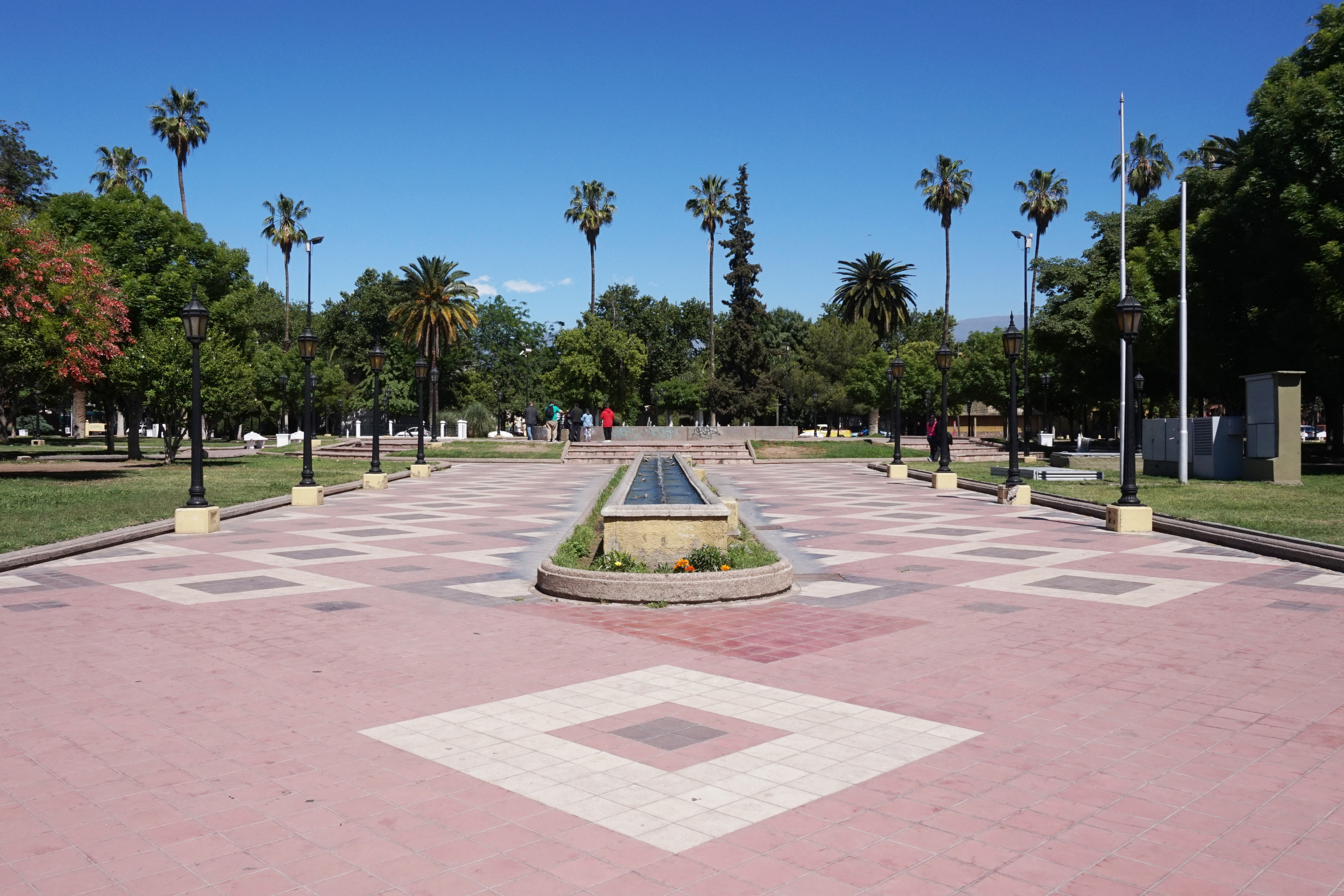
La plaza Pedro del Castillo.
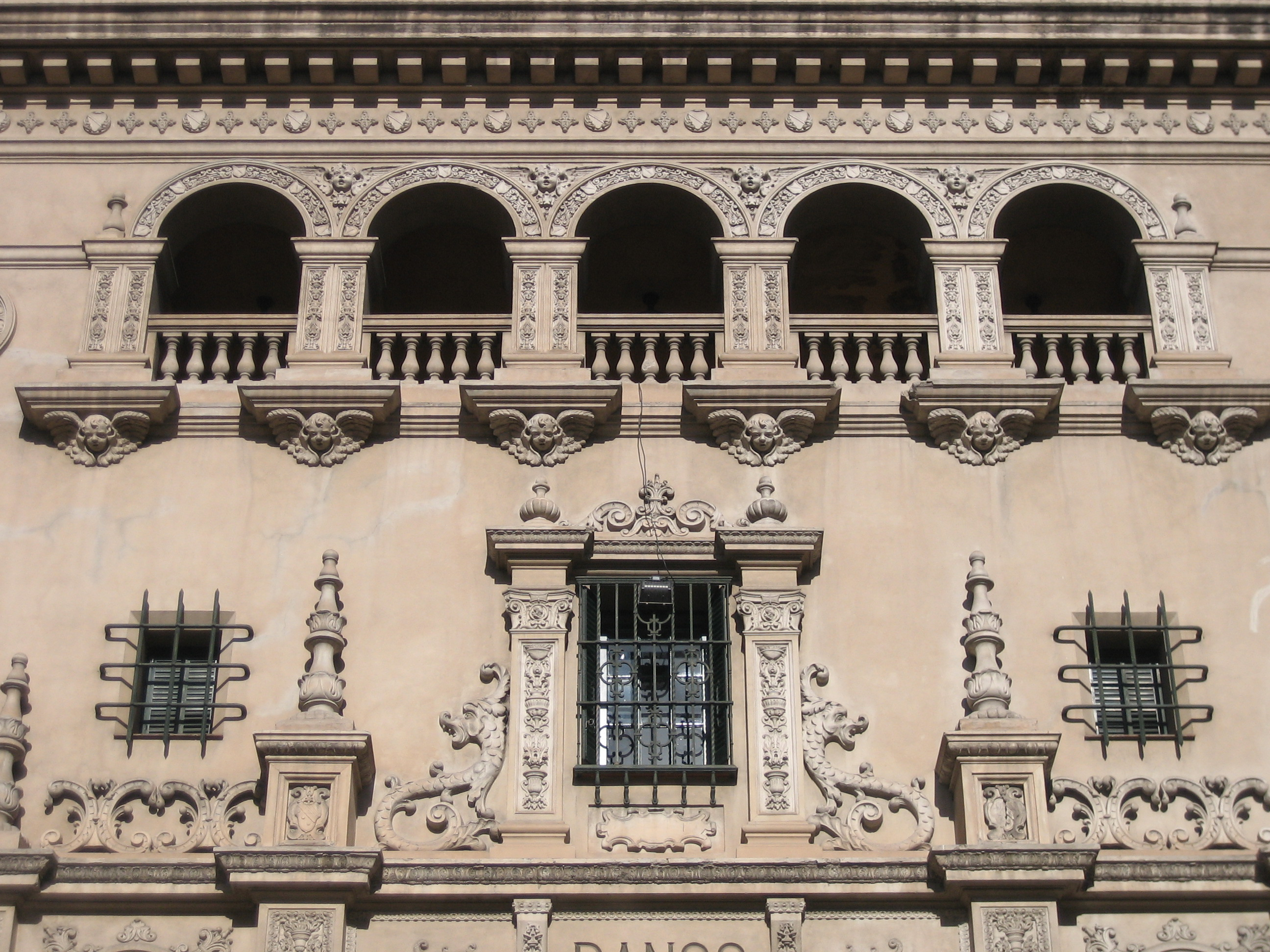
Le bâtiment du siège de Banco Hipotecario Nacional.

## Jumelages
- São Paulo (Brésil)
- Ramat Gan (Israël)
- Tacna (Pérou)
- Nashville (États-Unis)
- Sertãozinho (São Paulo) (Brésil)
- Comté de Miami-Dade (États-Unis)

## Personnalités nées dans la ville
- Edmundo Correas (1901-1991), écrivain, historien et homme politique.
- Hugo Fregonese (1908-1987), réalisateur et scénariste.
- Alberto Calderón (1920-1998), mathématicien.
- Arturo Andrés Roig (1922-2012), philosophe.
- Quino (Joaquín Salvador Lavado Tejón, dit) (1932-2020), scénariste et dessinateur de bande dessinée, créateur du personnage de Mafalda.
- Mario Rodríguez Cobos (1938-), écrivain.
- Guillermo Flichman (1940-), économiste franco-argentin.
- Juan Giménez (1943-2020), dessinateur.
- Roberto Juan Martínez (1946-), footballeur.
- Ruben Camacho (1953-), artiste peintre.
- Roberto Grau (1970-), rugbyman.
- Federico Méndez (1972-), rugbyman.
- Miguel Ángel Falasca (1973-2019), volleyeur.
- Pablo Mastroeni (1976-), footballeur.
- Guillermo Falasca (1977-), volleyeur.
- Mariana Florès (1980-), soprano.
- Mariano Torresi (1981-), footballeur.
- Juan Pablo Orlandi (1983-), rugbyman.
- Enzo Pérez (1986-), footballeur.
- Neri Cardozo (1986-), footballeur.
- Franco Di Santo (1989-), footballeur.